# Polygonia aureum
Polygonia aureum är en fjärilsart som beskrevs av Smith och John Abbot 1797. Polygonia aureum ingår i släktet Polygonia och familjen praktfjärilar. Inga underarter finns listade i Catalogue of Life.